# Fraam

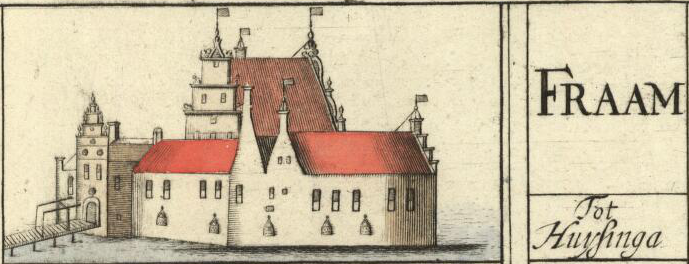
De borg Fraam te Huizinge op een kaart van Groningen uit 1678, getekend door de broers Willem en Frederik Coenders van Helpen

Fraam is een voormalige borg nabij Huizinge in de Nederlandse provincie Groningen.

## Geschiedenis
De borg is in het verleden met meerdere namen aangeduid geweest, zoals Feradema, Ferawema, Frawama, Frademe en Frame. In de 15e eeuw was de borg in het bezit van ene Blyke Fradema. In 1487 verkocht zij de borg aan Claas en Sweder Cater. In het begin van de 17e eeuw kwam de borg door vererving in het bezit van leden van de familie Coenders van Helpen. Onder hun leiding beleefde de borg een bloeiperiode. Zo was Frederik Coenders van Helpen, burgemeester van Groningen en medeoprichter van de universiteit aldaar, borgheer van 1602 tot 1618. Zijn halfbroer Wilhelm of Wilhelmus volgde hem op als borgheer van Fraam. Zijn grafzerk is in de Johannes de Doperkerk van Huizinge bewaard gebleven. Na zijn overlijden in 1639 kwam de borg in handen van zijn schoonzoon, de invloedrijke Groninger jonker, Berend Coenders van Helpen. Berend speelde een prominente rol als bestuurder in Groningen en in de Republiek der Zeven Verenigde Nederlanden. Daarnaast beoefende hij op de borg de alchemie. Zijn experimenten leidden nog al eens tot ontploffingen, de sporen ervan werden later teruggevonden. Berend en zijn vrouw Anna schonken de kerk van Huizinge, als borgheer en borgvrouw, een koorhek. Hun nazaten woonden nog tot in de 18e eeuw op de borg. In 1713 werd de borg gekocht door Willem Alberda van Dijksterhuis. Rond 1738 zou de borg gesloopt zijn. Sporen van de plek waar de borg gestaan had waren nog tot in de 20e eeuw waarneembaar in het land. Na de egalisatiewerkzaamheden zijn ook die sporen uitgewist.